# 榮站 (兵庫縣)
榮站（日语：／ Sakae eki */?）是位於兵庫縣神戶市西區押部谷町，屬於神戶電鐵粟生線的鐵路車站。車站編號為KB46。

## 車站結構
本站為對向式月台2面2線的地面車站。月台有效長度為5節。

### 月台配置
| 月台       | 路線   | 方向 | 目的地                                     |
| ---------- | ------ | ---- | ------------------------------------------ |
| （站舍側） | 粟生線 | 下行 | 押部谷、志染、惠比須、三木、小野、粟生方向 |
| （對側）   | 粟生線 | 上行 | 西鈴蘭台、鈴蘭台、湊川、新開地方向         |

## 相鄰車站
神戶電鐵
 粟生線
■急行、■準急、■普通
木幡（KB45）－榮（KB46）－押部谷（KB47）

## 外部連結
- 榮 - 神戶電鐵